# Terapia de parejas
Terapia de parejas es una película documental independiente española de 2023 dirigida por Gaizka Urresti y escrita y producida por la psicóloga Elisa Múgica. Está protagonizado y presentado por los cantautores Rozalén y Marwán. Tiene previsto su estreno en cines españoles el 14 de febrero de 2023, con distribución de la productora de Urresti, Urresti Producciones.

## Trama
Los cantautores Rozalén y Marwán inician un viaje para intentar responder a la pregunta universal: ¿Qué es el amor? En este camino, cinco parejas reales reciben terapia durante seis meses para volver a encontrarse siguiendo los pasos de la primera investigación internacional en español sobre parejas que concluye científicamente que cuidar el amor mejora la salud mental.

## Intervenciones
- Rozalén
- Marwán
- Elisa Múgica[4]
- Lola Fatás[4]

## Producción
En octubre de 2021, se anunció que la productora Urresti Producciones había abierto un casting de parejas para el docudrama Terapia de parejas. En diciembre de 2021, se anunció que el rodaje de la película estaba aconteciendo en Zaragoza, con los cantautores Rozalén y Marwán como protagonistas.

## Lanzamiento y marketing
Las primeras imágenes de Terapia de parejas fueron estrenadas en el Festival Internacional de Cine de Huesca en junio de 2023. El 24 de noviembre de 2023, se anunció que la película tendría su estreno mundial en Teruel dos días después, el 26 de noviembre de 2023, en el marco del Congreso del Bienestar y el Amor. Ese mismo mes, Urresti Producciones anunció que el documental se estrenaría en cines españoles el 14 de febrero de 2024.

## Recepción

### Taquilla
En su primera semana, Terapia de parejas se estrenó en 38 cines, coincidiendo principalmente con los estrenos de Madame Web, Bob Marley: One Love, Priscilla y Boonie Bears: Regreso a la tierra, entre otras cintas.

### Crítica
Terapia de parejas ha recibido críticas negativas por parte de los críticos. Javier Ocaña de Cinemanía le dio a la película dos estrellas de cinco, escribiendo que el resultado final "poco o nada tiene que ver con lo cinematográfico" y que la película está "más cerca de un publirreportaje empresarial, o de un formato audiovisual de telerrealidad, que de un documental de búsqueda". Quim Casas de El Periódico también le dio a la cinta dos estrellas de cinco, diciendo de Rozalén y Marwán que son "[dos presentadores] un poco convidados de piedra" y describiendo el resultado como "más un reportaje para televisión" y que está "convencionalmente filmada, y con una música abundante e innecesaria", concluyendo que "La información está bien, y es necesaria [...], pero un poco más de creación cinematográfica habría hecho el conjunto más atractivo". Esther Rodríguez de Contraste volvió a darle a la cinta dos estrellas de cinco, describiendo la cinta como "un batiburrillo caótico donde se alterna aleatoriamente terminología científica con edulcoradas frases tipo Hallmark y animaciones pedagógicas" y diciendo que la división por capítulos "no funciona por lo desequilibrado del esquema", concluyendo que espera que "[el] presente y [el] futuro [de las parejas protagonistas] tenga más recorrido que este fallido documental".
Pedro de Frutos de El Ónfalos fue algo más positivo, dándole a la cinta un 5,7 de 10, diciendo que el largometraje "está bien documentado" y que se advierte "una cierta dispersión" en su desarrollo, aunque también describió el filme como "un desorden probablemente premeditado, pero que conlleva una cierta confusión y plantea el interrogante de qué es lo que verdaderamente se pretende contar". Esther Soledad Esteban Castillo de Lunas Pasajeras le dio a la cinta una crítica positiva, diciendo que "han acertado de pleno eligiendo a Marwán y Rozalén como conductores" y concluyendo que "si buscáis un proyecto curioso y del cual también podréis aplicaros bastantes ideas [...] quizás aquí encontréis vuestra propuesta", aunque sí lamentó la falta de "la representación también de una pareja de mujeres, ya que en estos tiempos de actualidad y diversidad si ha fallado esta parte".